# Европско првенство у атлетици на отвореном 1946 — 5.000 метара за мушкарце
Такмичење у трчању на 5.000 метара у мушкој конкуренцији на 3. Европском првенству у атлетици 1946. одржано је 23. августа  на стадиону Бислет у Ослу.
Титулу освојену у Паризу 1938., није бранио Тајсто Меки из Финске.

## Земље учеснице
Учествовало је 18 такмичара из 12 земаља.
1. Белгија (2)
2. Данска (1)
3. Луксембург (1)
4. Мађарска (1)
5. Норвешка (2)
6. Пољска (1)
7. Уједињено Краљевство (1)
8. Финска (2)
9. Француска (2)
10. Холандија (1)
11. Чехословачка (1)
12. Шведска (2)

## Рекорди
| Рекорди пре почетка Европског првенства 1946. | Рекорди пре почетка Европског првенства 1946. | Рекорди пре почетка Европског првенства 1946. | Рекорди пре почетка Европског првенства 1946. | Рекорди пре почетка Европског првенства 1946. |
| --------------------------------------------- | --------------------------------------------- | --------------------------------------------- | --------------------------------------------- | --------------------------------------------- |
| Светски рекорд                                | Гумдер Хег Шведска                            | 13:58,2                                       | Гетеборг, Шведска                             | 20. септембар 1942..                          |
| Европски рекорд                               | Гумдер Хег Шведска                            | 13:58,2                                       | Гетеборг, Шведска                             | 20. септембар 1942..                          |
| Рекорди Европских првенстава                  | Тајсто Меки Финска                            | 14:26,8                                       | Париз, Француска                              | 4. септембар 1938.                            |
| Рекорди после Европског првенства 1946.       |                                               |                                               |                                               |                                               |
| Рекорди европских првенстава                  | Сидни Вудерсон Уједињено Краљевство           | 14:08,6                                       | Осло, Норвешка                                | 23. август 1946.                              |

## Освајачи медаља
|                                     |                         |                      |
| Сидни Вудерсон Уједињено Краљевство | Вим Слајкхојс Холандија | Еверт Ниберг Шведска |

## Резултати

### Финале
| Пласман | Такмичарка           | Држава               | Време   | Белешке |
| ------- | -------------------- | -------------------- | ------- | ------- |
|         | Сидни Вудерсон       | Уједињено Краљевство | 14:08.6 | РЕП, НР |
|         | Вим Слајкхојс        | Холандија            | 14:14,0 | НР      |
|         | Еверт Ниберг         | Шведска              | 14:23,2 |         |
| 4.      | Виљо Хејно           | Финска               | 14:24,4 |         |
| 5.      | Емил Затопек         | Чехословачка         | 14:25,8 | НР      |
| 6.      | Гастон Рајф          | Белгија              | 14:45,8 |         |
| 7.      | Рикард Гренфорт      | Данска               | 14:46,0 |         |
| 8.      | Рахаел Пижасон       | Француска            | 14:46,8 |         |
| 9.      | Рене Брестрофер      | Француска            | 14:50,4 |         |
| 10.     | Оге Повлсен          | Данска               | 14:53,6 |         |
| 11.     | Шарл Хејрент         | Луксембург           | 15:00,6 | НР      |
| 12.     | Marcel Vandewattyne  | Белгија              | 15:08,0 |         |
| 13.     | Андраш Патаки        | Мађарска             | 15:33.6 |         |
| 14      | Леон Осбе            | Норвешка             | 15:33,8 |         |
| 15      | Наполеон Дзвонковски | Пољска               | НЗ      |         |
| 16      | Хелге Переле         | Финска               | НЗ      |         |
| 17      | Оке Дуркфелт         | Шведска              | НЗ      |         |
| 18      | Арнт Роме            | Норвешка             | НЗ      |         |

## Укупни биланс медаља у трци на 5.000 метара за мушкарце после 3. Европског првенства 1934—1946.
|    | Земља                | Злато | Сребро | Бронза | Укупно |
| -- | -------------------- | ----- | ------ | ------ | ------ |
| 1. | Финска               | 1     | 0      | 2      | 3      |
| 2. | Француска            | 1     | 0      | 0      | 1      |
| 2. | Уједињено Краљевство | 1     | 0      | 0      | 1      |
| 4. | Шведска              | 0     | 1      | 1      | 2      |
| 5. | Пољска               | 0     | 1      | 0      | 1      |
| 5. | Шведска              | 0     | 1      | 0      | 1      |
|    | Укупно {6}           | 3     | 3      | 3      | 9      |

|                                       | Земља                                 | Злато                                 | Сребро                                | Бронза                                | Укупно                                |
| Није био вишеструких освајача медаља. | Није био вишеструких освајача медаља. | Није био вишеструких освајача медаља. | Није био вишеструких освајача медаља. | Није био вишеструких освајача медаља. | Није био вишеструких освајача медаља. |
| ------------------------------------- | ------------------------------------- | ------------------------------------- | ------------------------------------- | ------------------------------------- | ------------------------------------- |